# Wysadek
Wysadek – korzeń roślin okopowych przeznaczony do reprodukcji w drugim roku wegetacji. Uprawa wybranych roślin na nasiona może zostać przeprowadzona metodą wysadkową (tradycyjną) lub bezwysadkową.
Metoda wysadkowa polega na wyprodukowaniu wysadków w pierwszym roku ich wykopaniu, przechowaniu przez zimę i wysadzeniu w drugim roku. Jest to metoda powszechnie stosowana w klimacie polski pomimo tego, że jest bardzo pracochłonna.
Metodą wysadkową mogą być uprawiane: kapusta, kalarepa(odmiany późne), marchew, pietruszka, seler, burak, cebula.
Metoda bezwysadkowa polega na pozostawieniu korzeni w gruncie przez okres zimy. Pomimo niewątpliwych korzyści ekonomicznych wynikających z eliminacji: pracochłonnego zbioru korzeni, ich przechowania i wysadzenia w drugim roku uprawy nie jest powszechnie praktykowana w klimacie Polski z powodu jej zawodności wynikającej z wymarzania roślin. Minusem metody bezwysadkowej jest brak możliwości przeprowadzenia selekcji korzeni wysadkowych.
Metodą bezwysadkową można zastosować dla: marchwi, pietruszki, buraka, a także kapusty i selera.
Termin siewu roślin dwuletnich np: korzeniowych okopowych w pierwszym roku uprawy, na produkcję sadzonek, w zależności od gatunku i odmiany jest zwykle znacznie opóźniony, w porównaniu do upraw towarowych. Ponieważ nie chodzi w tym przypadku o produkcję dużej masy korzeni lecz o ich dużą liczbę, dobrą jakość, łatwiejsze ich przechowanie i zimowanie w przypadku uprawy bezwysadkowej.
Rośliny dwuletnie w drugom roku uprawy, podobnie jak większość roślin rocznych, wysadza się w pole możliwie wcześnie wiosną. Wczesny termin sadzenia sprzyja lepszemu przyjmowaniu się wysadków, lepszemu rozwojowi roślin, obfitemu kwitnieniu, wcześniejszemu dojrzewaniu i wysokim plonom nasion.